# 딜런 스미스
딜런 대니얼 스미스(영어: Dylan Daniel Smith, 1992년 4월 1일 ~ )는 미국의 배우이다. 단역 전문이다.

## 출연 작품
- 미이라
- 메이즈 러너: 데스 큐어 - 재스퍼 역
- 레모네이드